# Peste équine
La peste équine est une maladie virale due à un virus du genre Orbivirus, de la famille des Reoviridae. Elle touche les équidés domestiques et sauvages, et dans de rares cas les chiens. Ce sont des moucherons du type Ceratopogonidae, essentiellement des culicoïdes, qui transmettent la maladie par leurs piqûres. Elle n'est pas transmissible à l'homme.
En France, elle est actuellement classée comme un danger sanitaire de première catégorie (anciennement maladies réputées contagieuses), soumis à l'élaboration d'un plan national d'intervention sanitaire d'urgence.

## Étiologie
La peste équine est provoquée par un virus (AHSV pour African Horse Sickness Virus) du genre Orbivirus, de la famille des Reoviridae. Neuf sérotypes de AHSV ont été décrits à ce jour, distincts d'un point de vue antigénique et immunogène. Une immunisation d'un animal contre un type ne protège donc pas d'un autre, ce qui est à prendre en compte pour la réalisation de vaccins.
S'agissant d'un virus transmis exclusivement par l'intermédiaire d'arthropodes hématophages (culicoïdes principalement), il s'agit d'une arbovirose.

## Symptômes et clinique
La peste équine est caractérisée par une atteinte grave, souvent mortelle. La période d'incubation dure environ sept jours en moyenne. Elle peut durer jusqu'à 15 jours.
Les symptômes peuvent être regroupés sous quatre formes, :
- une forme pulmonaire (aiguë ou suraiguë, 95 % de décès) : caractérisée par une fièvre importante (40 à 41 °C), de la toux et une dyspnée de plus en plus importante, ainsi qu'un jetage spumeux à mousseux. La mort survient par asphyxie en 24 à 48 heures. L'animal présente des lésions d’œdème pulmonaire et de pleurésie exsudative, ainsi qu'une adénomégalie. On peut parfois également noter des lésions stomacales, hépatiques et spléniques ;
- une forme cardiaque ou œdémateuse (d'évolution subaiguë) : marquée par un syndrome fébrile moins marqué (39 à 40 °C), des œdèmes sous-cutanés au niveau de la face (notamment des salières), de l'encolure et des membres antérieurs, ainsi que par des signes de péricardite exsudative. L'évolution est généralement mortelle en 3 à 15 jours. L'animal présente, en plus des œdèmes sous cutanés, des lésions cardiaques (péricardite exsudative, hémorragies cardiaques, myocardite) ainsi que des hypertrophies des nœuds lymphatiques et de la rate ;
- des formes mixtes : présentant des signes communs aux deux formes décrites précédemment ;
- des formes atypiques : on peut observer des formes nerveuses (œdème cérébral) ou des formes fébriles pures.

## Épidémiologie
La maladie est enzootique dans de nombreux pays africains d'Afrique centrale et d'Afrique du Sud (au Sud d'une ligne fictive allant du Sénégal à l'Éthiopie).
La transmission du virus se fait par l'intermédiaire d'insectes hématophages (culicoïdes). L'apparition de nouveaux foyers et la dissémination du virus à grande distance s'est cependant faite par l'importation d'équidés dans des zones indemnes (cas de l'Espagne décrit ci-après). Certains équidés sauvages peuvent être asymptomatiques (zèbres). La période d'incubation est de 7 jours en moyenne, et peut durer jusqu'à 15 jours.
Elle a déjà connu d'importantes extensions au début de la seconde moitié du XXe siècle, avec l'apparition de foyers en Égypte, au Moyen-Orient, au Pakistan, en Inde, puis en Afrique du Nord et enfin en Espagne. Des foyers sont apparus en Espagne en 1987 à la suite de l’importation de zèbres asymptomatiques namibiens. La maladie a connu des résurgences jusqu'en 1990, propageant le Portugal en le Maroc.
L'Europe est aujourd'hui indemne,, la maladie ayant été éradiquée en 1991 grâce à de nombreuses vaccinations mises en place en Espagne et au Portugal.
La maladie s'est trouvée être redoutable pour les équidés des pays « naïfs », atteignant parfois 90 % de mortalité. Elle est donc perçue comme un risque sanitaire majeur pour les pays indemnes, ce qui explique son inscription sur la liste de l'OIE, et son classement en France comme danger sanitaire de première catégorie, soumise à l'élaboration d'un plan national d'intervention sanitaire d'urgence.